# Joseph-Pierre Durand
Pour les articles homonymes, voir Durand.
Joseph-Pierre Durand, dit Durand de Gros, né le 16 juin 1826 près de Rodez et mort le 17 novembre 1900 près de Rodez, est un médecin et physiologiste français.

## Biographie
Républicain engagé, il est contraint de s'exiler à Londres après le coup d'État de 1851 où il découvre l'hypnotisme. Il termine ses études médicales à Philadelphie et publie de nombreux livres sur cette nouvelle discipline.
Il rentre en France en 1860 et mène une activité de conférencier et d'essayiste puisqu'il publie de nombreux ouvrages consacrés à la physiologie et à la linguistique, des essais moraux et politiques.

## Publications
- Électro-dynamisme vital, 1855
- Essais de physiologie philosophique, suivis d'une étude sur la théorie de la méthode en général, 1866
- La philosophie physiologique et médicale à l'Académie de médecine, 1868
- De l’influence des milieux sur les caractères de race chez l’homme et les animaux, 1868
- Ontologie et psychologie physiologique, 1871
- Les origines animales de l'homme éclairées par la physiologie et l'anatomie comparatives, 1871
- Études de philologie et linguistique aveyronnaises, 1879
- L'instruction secondaire, 1891
- Le merveilleux scientifique, 1894
- Aperçus de taxinomie générale, 1899
- Notes de philologie rouergate, 1900
- Nouvelles recherches sur l'esthétique et la morale, 1900
- Variétés philosophiques, 1900